# Kaliforniai kakukkmák
A kaliforniai kakukkmák (Eschscholzia californica) a boglárkavirágúak (Ranunculales) rendjébe és a mákfélék (Papaveraceae) családjába tartozó faj. Egyéb nevei: kaliforniai mák, kaliforniai pipacs.
Őshazájában, az Amerikai Egyesült Államokban egynyári, Európában pedig egynyári vagy kétnyári, 40–50 cm magasra növő növény. Fekvő, majd felegyenesedő szárait finoman szeldelt, kékeszöld színű levelek borítják. Száranként egy hosszú, megnyúlt virága van. Sziromlevelei sárgák vagy narancssárgák, csészelevelei süvegszerűen összenőttek. Toktermése sokmagvú.

## Gyógyhatása
A növény alkaloidjai (kalifornidin, eszkolzin, protopin, allokriptopin) görcsoldó és enyhe fájdalomcsillapító hatásúak; a szárított virágos hajtásrészekből előállított gyógykészítmény segíti a gyorsabb elalvást és nyugodt alvást biztosít.

## Felhasználása
Belsőleg alkalmazva az alvászavarokat, különösen az elalvási nehézségeket enyhíti, és a túlterheltség okozta feszültség oldását segíti. Önmagában vagy macskagyökérrel, golgotavirággal és citromfűvel együtt használják. Nyugtató hatása mellett a gyermekek ágybavizelése ellen is hatásos.
Az előírt adagolás betartása esetén mindeddig nem jelentkeztek nem várt, káros mellékhatások.

## Képek

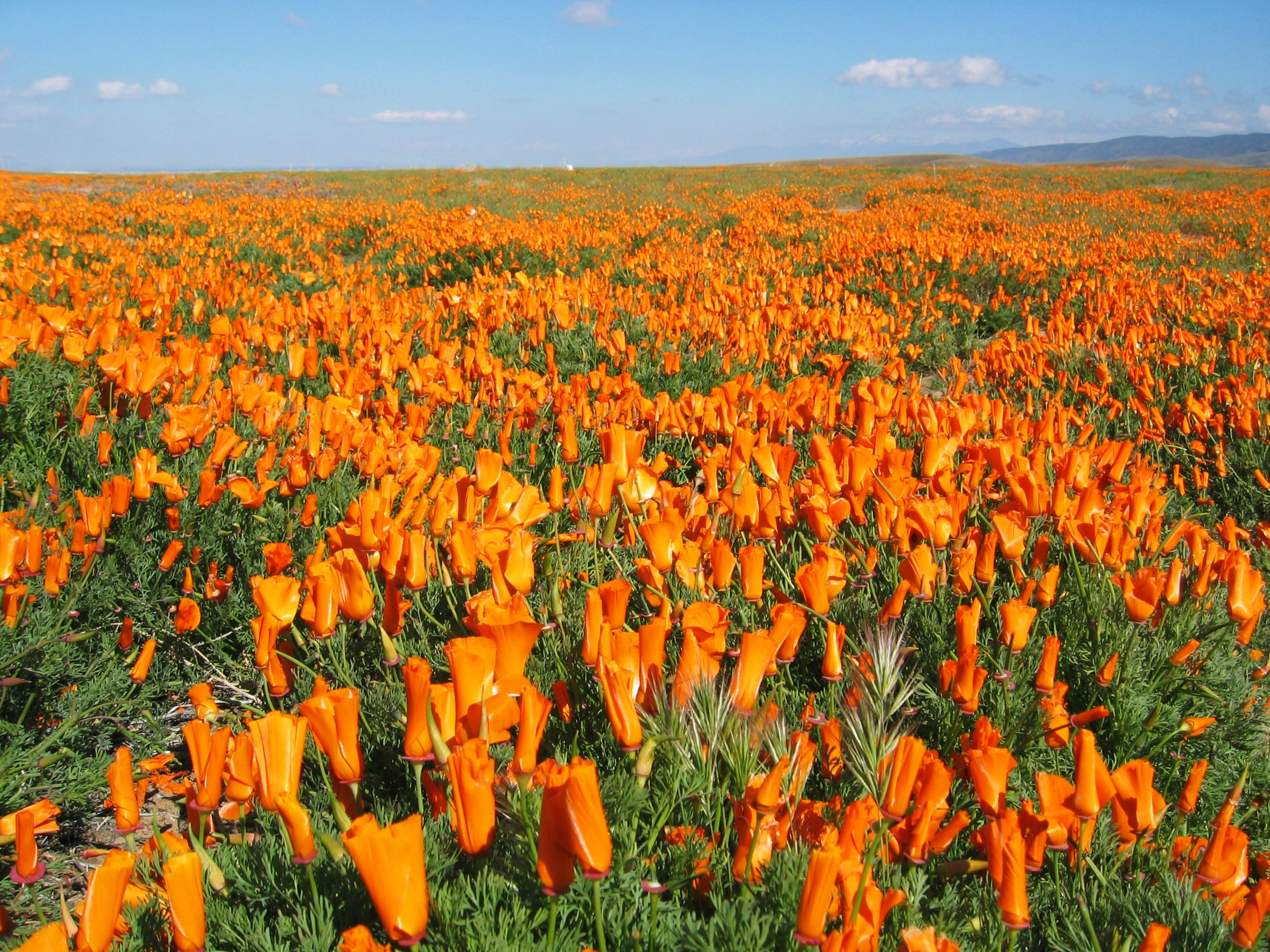
Kaliforniai mákmezők
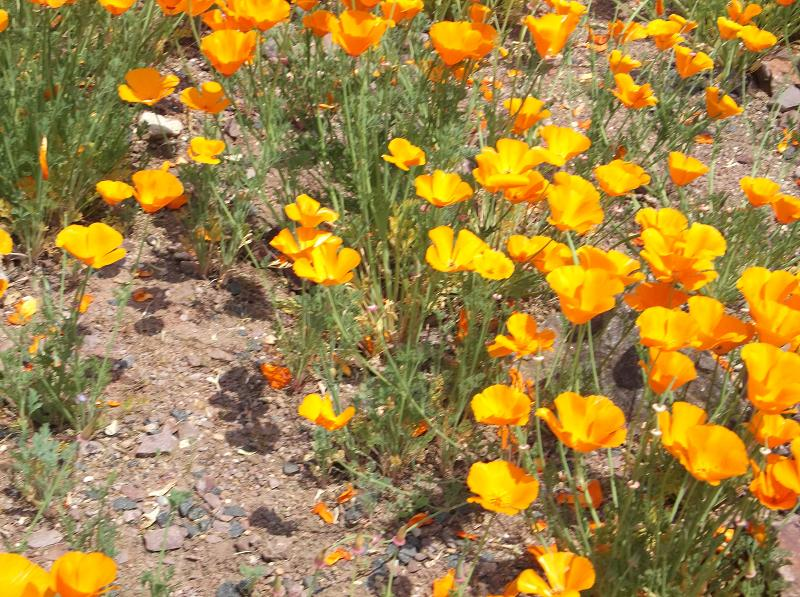
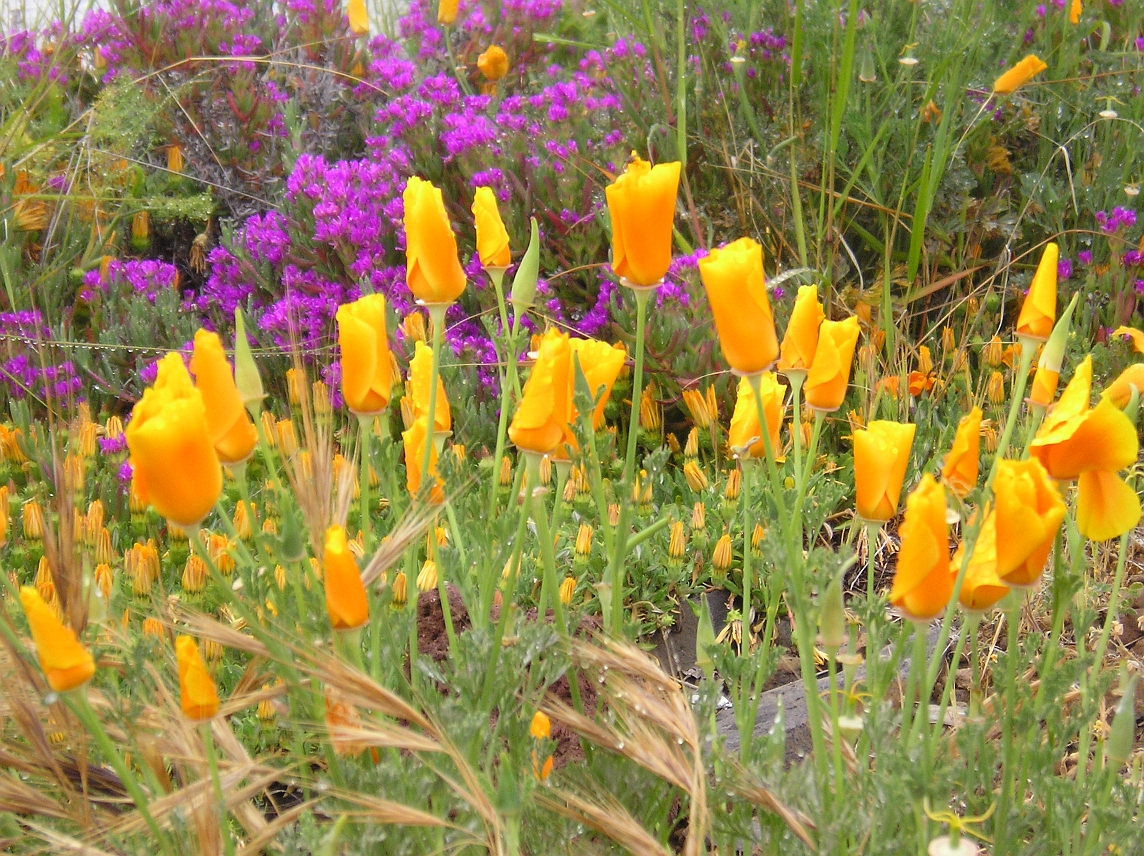
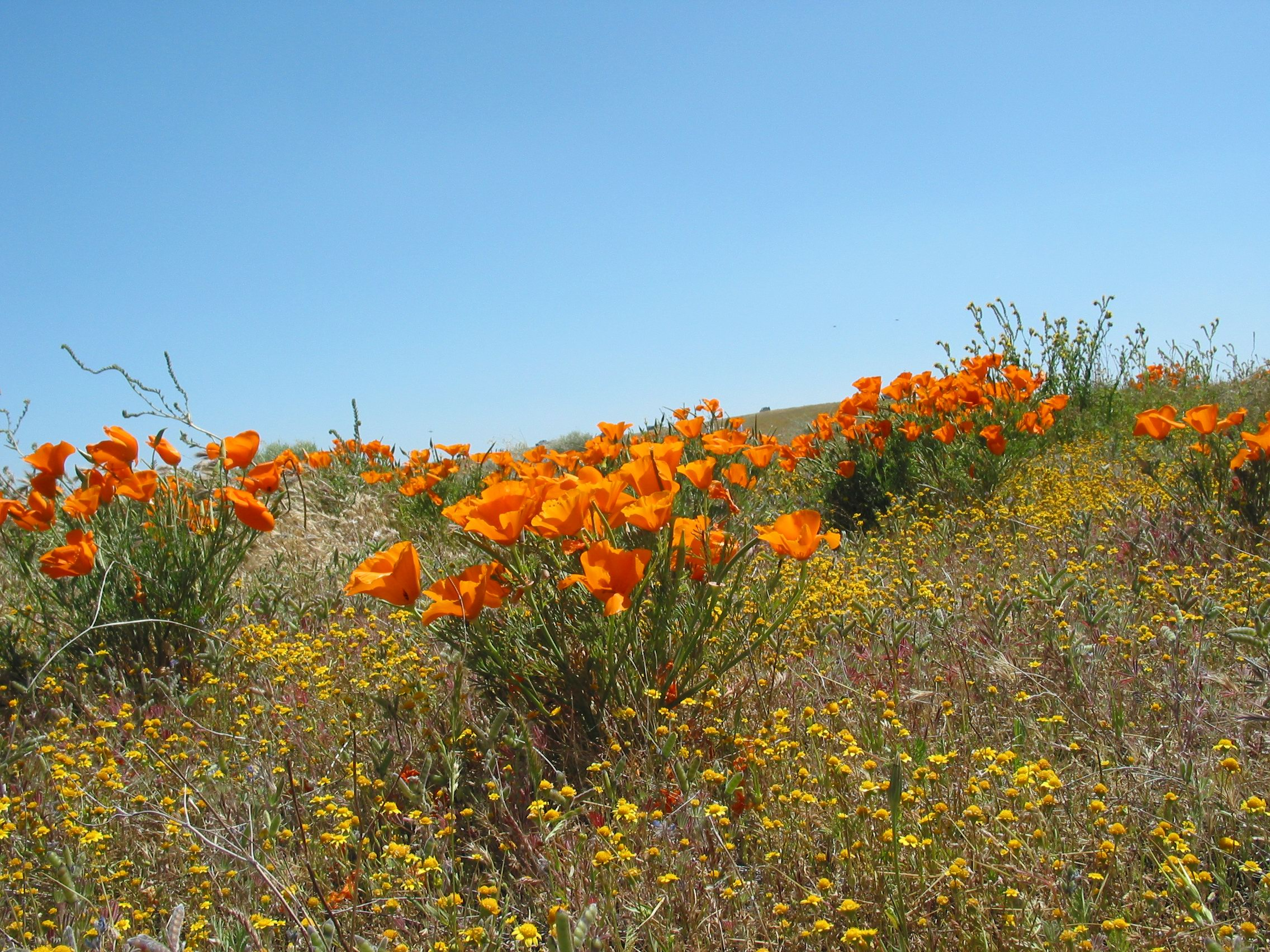
termőhelyén
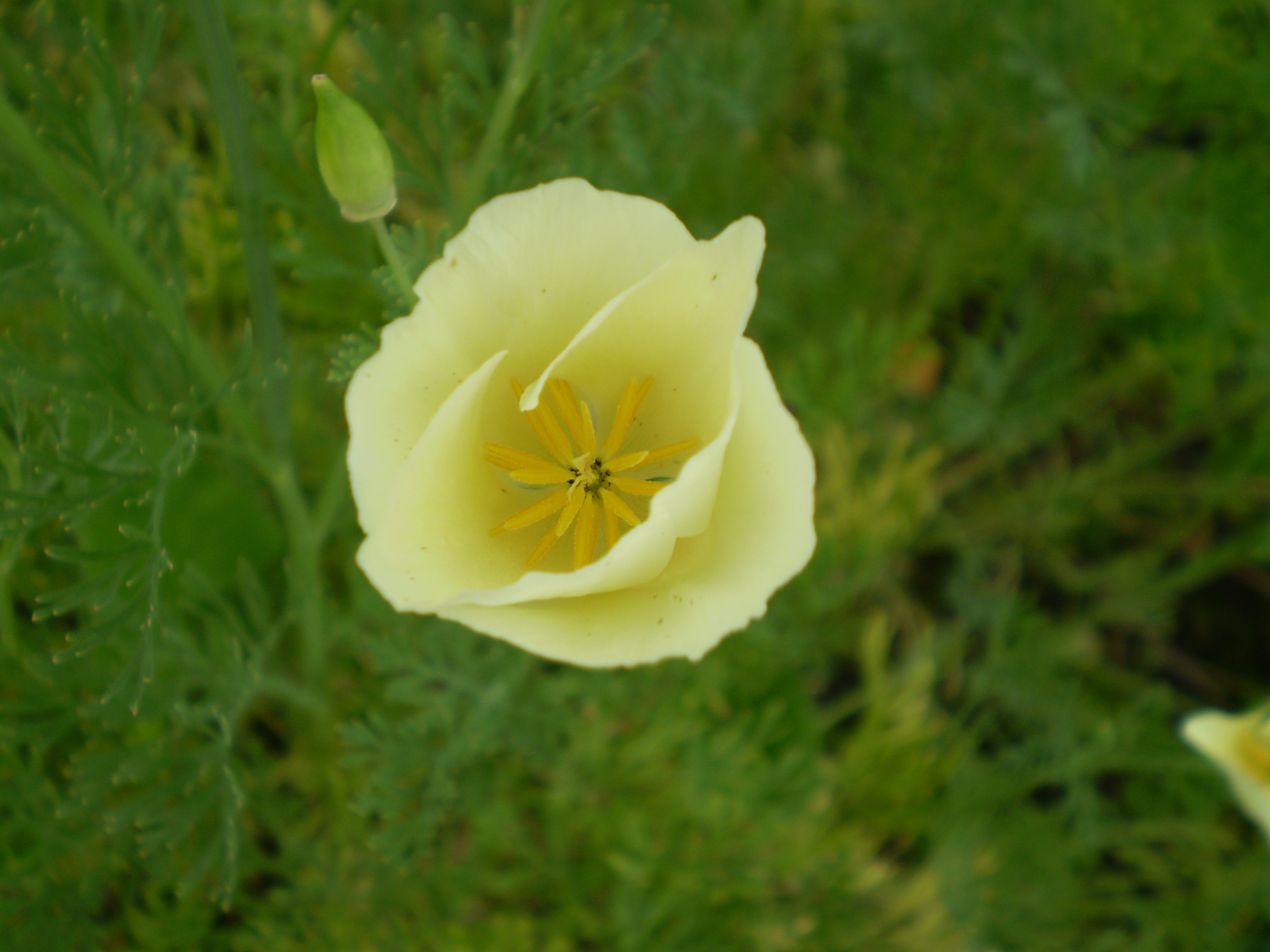
Fehér virágú változat
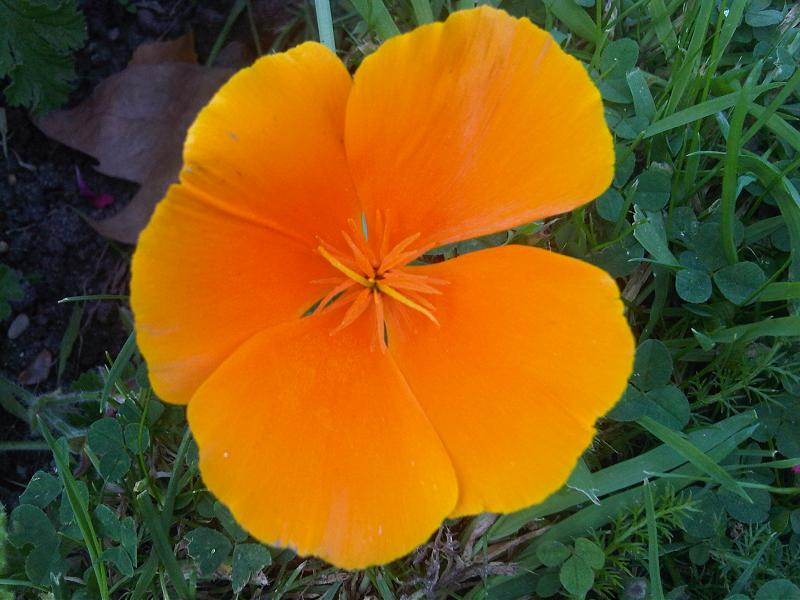
Narancsszínű virágú változat
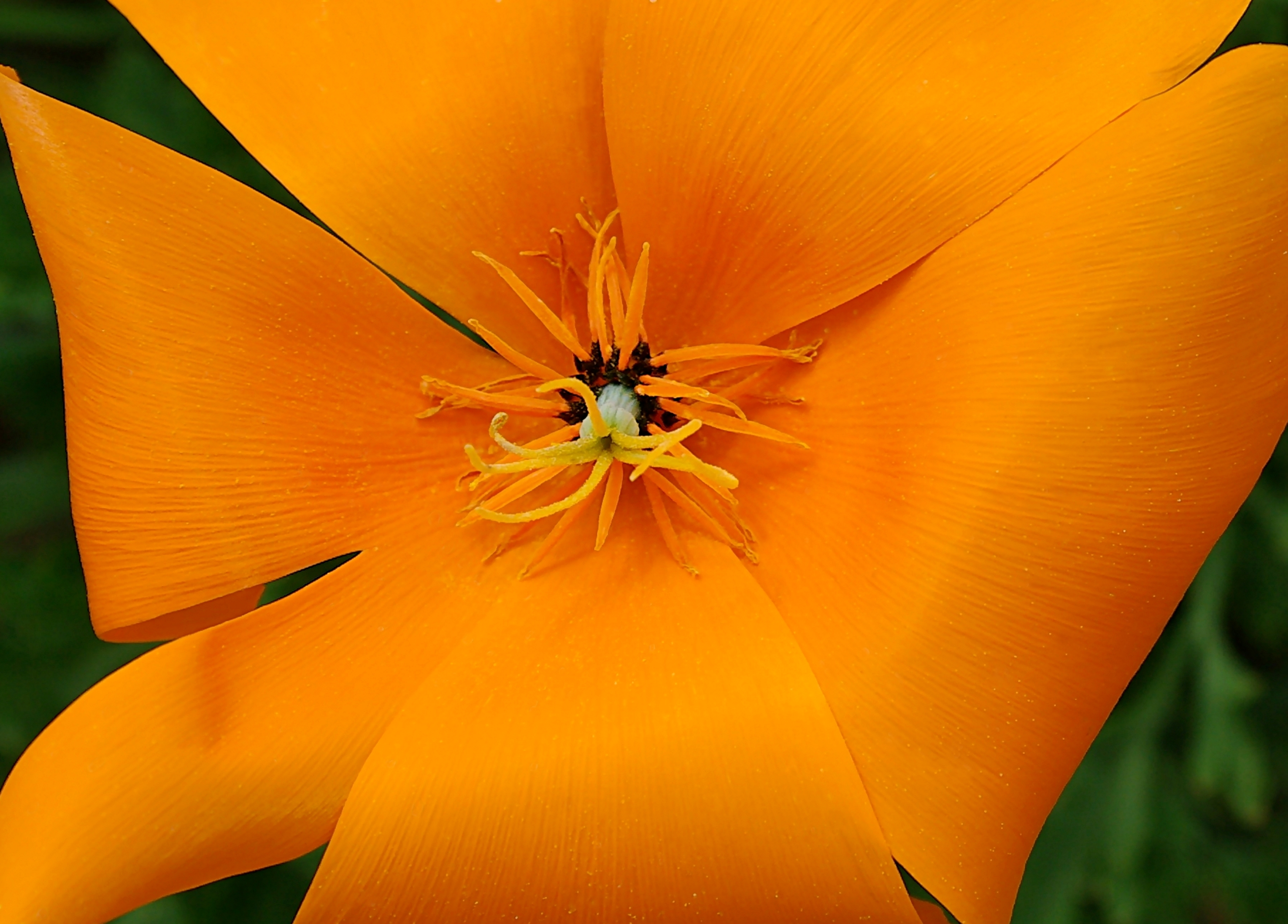
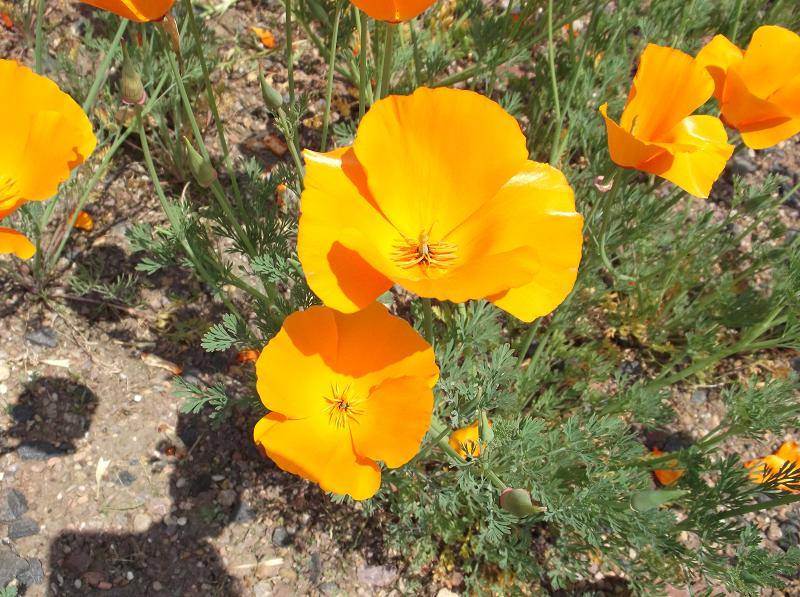
virágai
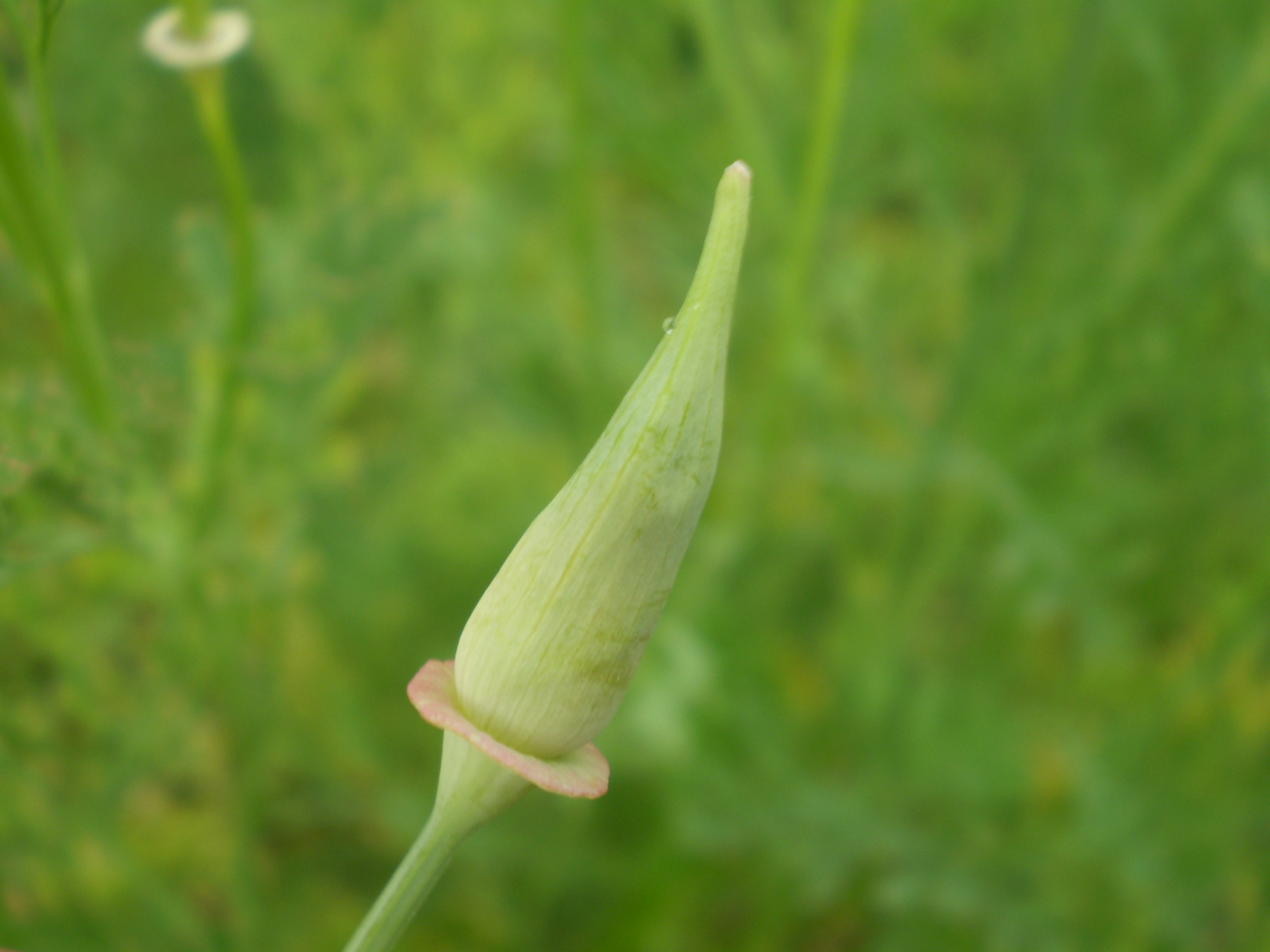
Termése